# Gamás
Gamás je selo u središnjoj zapadnoj Mađarskoj.
Zauzima površinu od 42,92 km četvorna.

## Zemljopisni položaj
Nalazi se na 46° 37′ 16,43″ sjeverne zemljopisne širine i, 17° 45′ 44,35″ E istočne zemljopisne dužine, 30 km južno od Blatnog jezera.
Jugozapadno je Vityapuszta, sjeverozapadno su Kisberény i Hács, sjeverno-sjeveroistočno je Somogybabod, sjeveroistočno su brdo Fáncsi i Alsócsesztapuszta, istočno je Fiad, istočno-jugoistočno je Kisbárapáti, jugoistočno je Felsőmocsolád, južno je Polány.

## Upravna organizacija
Nalazi se u Fonjodskoj mikroregiji u Šomođskoj županiji. Poštanski broj je 8685. U gradu djeluje romska i hrvatska manjinska samouprava.

## Promet
Istočno je državna cestovna prometnica br. 67.

## Stanovništvo
Gamás ima 875 stanovnika (2001.). Većina su Mađari, a 4,2&% su Roma.

## Vanjske poveznice
- (mađarski) Gamás a világ közepe[neaktivna poveznica]